# Â
Â, â (A с циркумфлексом) — буква расширенной латиницы. Наиболее широко её используют французский, румынский, турецкий, крымскотатарский, валлонский, валлийский языки, а из славянских — хорватский и словенский.

## Использование
- Во французском языке буква обозначает гласный (различия открытости-закрытости для а уже утратили релевантность) звук «A», который как бы поглотил следовавший за ним согласный звук (обычно это S) в потоке быстрой романской речи: baston → bâton («трость»).
- В румынском языке буква обозначает звук /ɨ/ или /ɯ/, близкий по звучанию русскому /ы/. Для обозначения того же звука используется также буква Î.
- Турецкий язык использует Â для обозначения заднеязычной смягчённой A, которой приблизительно соответствует русская буква Я. Например, Âdet («традиция»), Elâzığ (Элязыг).
- Крымскотатарский язык использует Â для обозначения смягчения согласного перед звуком [а], в крымскотатарской кириллице для этих целей используется буква Я. Например, selâm — селям («привет»), kâğıt — кягъыт («бумага»).
- Во вьетнамской латинице куокнгы буквой Â записывается звук шва. При наличии у слога с этой буквой какого-либо тона, кроме первого, над ней ставится дополнительный диакритический знак, обозначающий тон, в результате чего образуется буква A с двумя диакритическими знаками (Ấấ Ầầ Ẫẫ Ẩẩ Ậậ).